# Simeon Solomon
Simeon Solomon (Londres, 9 d'octubre de 1840 - St Gile's Workhouse, 14 d'agost de 1905), va ser un pintor prerafaelita anglès.

## Biografia

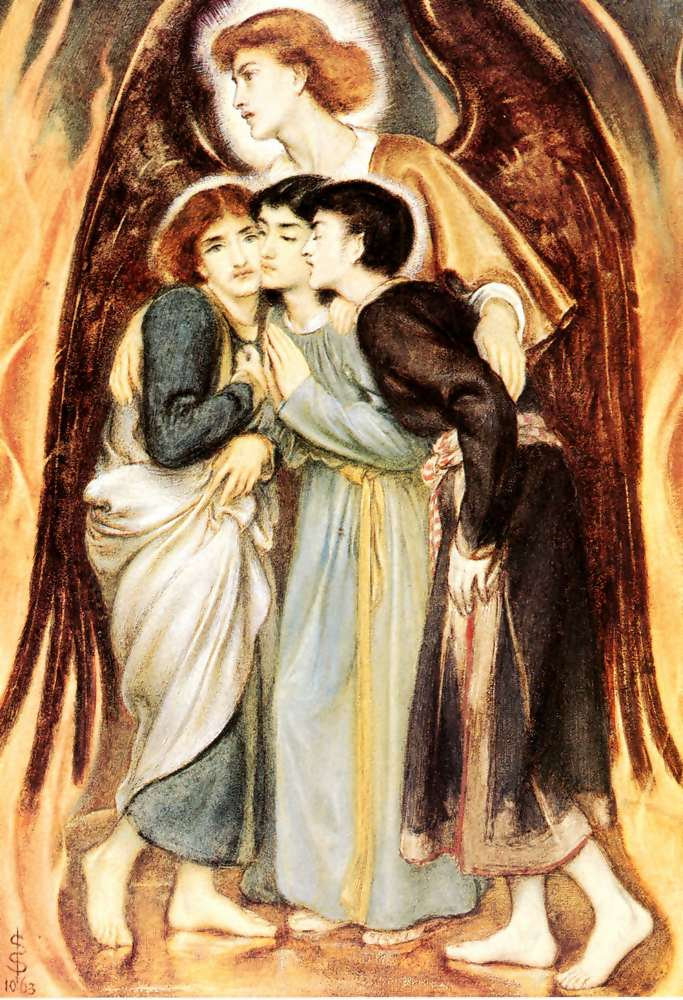
Ananies, Azaries i Misael, els tres joves del llibre de Daniel. 1863.

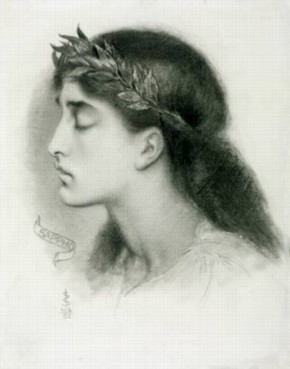
Un estudi de Safo.

Simeon Solomon va néixer en el si d'una prominent família jueva londinenca. Va ser el vuitè i últim fill del destacat comerciant Meyer Solomon i l'artista Kathe Levey.
Dos germans seus, Abraham (1824-1862) i Rebecca (1832-1886), també van ser pintors.
Nascut i educat a Londres, Simeon va començar a rebre lliçons de pintura del seu germà Abraham cap a 1850. Va ingressar en l'Acadèmia d'Art Carey el 1852. La seva germana Rebecca va exposar les seves primeres obres a la Royal Academy de Londres aquell mateix any.
Com a estudiant de la Royal Academy, Simeon va conèixer a Dante Gabriel Rossetti i altres membres del cercle prerafaelita, entre ells al poeta Algernon Charles Swinburne i el pintor Edward Burne-Jones el 1857. La primera exposició de Simeon Solomon a la Royal Academy va tenir lloc el 1858, a la qual es van succeir unes altres entre 1858 i 1872. A més de les seves pintures basades en escenes literàries, un gènere típic de l'escola prerafaelita, Simeon Solomon també va triar altres temes com a escenes bíbliques i escenes de la vida quotidiana jueva i els rituals judaics. Unes altres pintures seves mostren personatges andrògins i al·lusions homoeròtiques, com Erinna en un jardí de Mytelene (1864) o Amor trist (1866).
Simeon Solomon era homosexual i va viure obertament la seva sexualitat en una època en la qual no era acceptable. El 1873 la seva carrera va ser bruscament interrompuda en ser arrestat en un servei públic a Londres amb George Roberts, un home de seixanta anys. Tots dos van ser acusats de conducta indecent i d'intent de sodomia. Va ser sentenciat a divuit mesos de treballs forçats a la presó, però posteriorment la pena li va ser reduïda sota vigilància policial. Finalment se'n va anar a França, però va tornar a ser arrestat el 1874 i condemnat a tres mesos de presó. La seva carrera artística es va ressentir per l'escàndol i va ser abandonat i rebutjat tant pels seus clients com pels seus companys artistes.

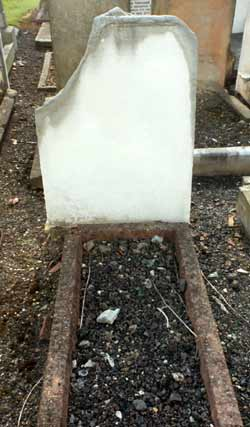
Tomba de Simeon Solomon en Willesden.

El 1885 va ser admès en una workhouse (casa per a pobres de treball obligatori) on va continuar treballant; no obstant això la seva vida i el seu talent es van marcir a causa de la seva caiguda en l'alcoholisme. El 1905 moria a causa d'una sèrie de complicacions produïdes per l'alcohol. Va ser enterrat en el cementiri jueu de Willesden. La seva rellevància en el moviment prerafaelita va ser oblidada durant molt temps i només va ser revaloritzada recentment pels historiadors de l'art.
Algunes de les seves obres es troben en exposició permanent al Victoria and Albert Museum i a Leighton House. El desembre de 2005 i gener de 2006 es va mostrar una important retrospectiva de la seva obra al Birmingham Museum and Art Gallery i a Londres en la Ben Uri Gallery l'octubre-novembre de 2006.

## Cultura popular
A la novel·la d'Anthony Powell, A Buyer's Market el narrador diu de l'artista Mr. Deacon que Simeon Solomon era un dels pocs pintors que admirava.
En la llarga carta d'Oscar Wilde dirigida des de la seva presó (va ser empresonat per la seva conducta homosexual) a Lord Alfred Douglas, De Profundis, l'escriptor es lamenta d'haver hagut de vendre els seus quadres de Simeon Solomon.